# 321673 Huber
321673 Huber este o planetă minoră (asteroid) din centura de asteroizi. A fost descoperită pe 14 februarie 2010 la Haleakalā Observatory⁠(d) de . 
Obiectul prezintă o orbită caracterizată de o semiaxă mare de 2,7961841735665 UAi, o excentricitate de 0,14324346676352, o înclinație de 4,9873871051294 ° în raport cu ecliptica.